# Norvégia alkotmánya

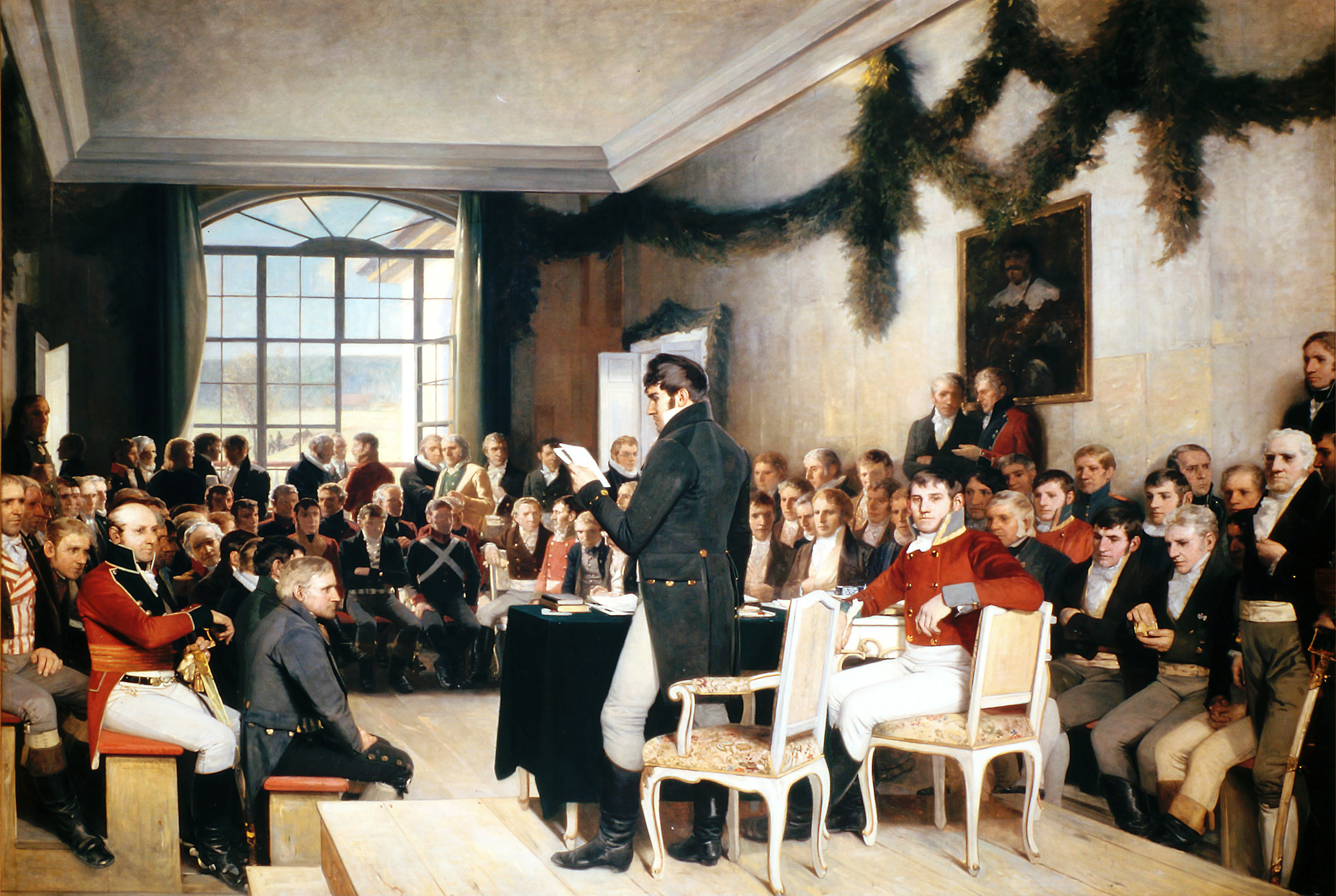
Az eidsvolli Alkotmányozó Gyűlés.

Norvégia alkotmányát először az Eidsvollban (a fővárostól északra fekvő kisvárosban) 1814. május 16-án összeült Alkotmányozó Gyűlés fogadta el, és május 17-én írták alá. Ebben az időben a világ egyik legradikálisabban demokratikus alkotmányának számított. május 17-e Norvégia nemzeti ünnepe.

## Előzményei
Miután Napóleon seregei vereséget szenvedtek a lipcsei csatában 1813 októberében és 1814 januárjában aláírták a kieli békét, Keresztély Frigyes - a háborúban vesztes Dánia–Norvégia koronahercege, Norvégia rezidens alkirálya norvég függetlenségi mozgalmat hirdetett. A kieli béke Svédországnak juttatta Norvégiát és a koronaherceg végső célja valószínűleg a Dániával való újraegyesítés volt. Kezdeményezésére Eidsvollba norvég nemzetgyűlést hívtak össze. A küldötteket az egyházi gyülekezetek delegálták, mivel ezek voltak az egyetlen nem kormányzati szervezet az országban.

## Megírása
Az alkotmányt a tél végén és tavasszal írták meg.
Az Egyesült Államok függetlenségi nyilatkozata (1776) inspirálta, illetve az 1789-es francia forradalom és az ezt követő amerikai és francia alkotmányok. E mintákat követi a végrehajtó és a törvényhozó hatalmi ágak és az igazságszolgáltatás szétválasztása.
Eltérés, hogy a norvég alkotmány megtartja a monarchiát. A köztársaság intézményének importálása a külföldi példák másolása lett volna, aminek a látszatát az alkotmányírók el akarták kerülni, a monarchia megtartása ugyanakkor nyitva hagyta az utat az Dániával való újraegyesülés előtt, amit nem egyedül Keresztély Frigyes támogatott. A király hatalmát azonban az alkotmány jelentősen megnyirbálta. Elvették például azt a fontos jogát, hogy megvétózhatja a törvényeket.
Nem meglepő módon az eidswolli gyűlés Keresztély Frigyest választotta királynak. Ezen a módon Norvégia királya a nép képviselői és nem Isten kegyelméből lett uralkodó. Európában, ahol csaknem minden ország abszolút monarchia volt, ez nagyon radikális megoldásnak számított.
A választójogot megkapta minden férfi, aki saját földdel és városi ingatlannal rendelkezett vagy közszolgálatban állt. Ezek a szabályok a norvég férfiak mintegy fele számára biztosították a szavazati jogot.

## Az unió Svédországgal
A fiatal király és norvég hivatalnokai 1814 tavaszán és nyarán mindent megtettek, hogy nemzetközi támogatást szerezzenek a norvég szuverenitás számára. Miután nem tudták megszerezni a brit támogatást, a háború Svédországgal elkerülhetetlenné vált. Egy rövid, de döntő erejű svéd hadjárat után 1814 késő nyarán, a király tárgyalásokra kényszerült a svédekkel, és a Mossi Konvencióban aláírták a fegyverszünetet.
A rosszul képzett és felszerelt norvég hadsereg korábban elszántan harcolt, Kongsvingernél visszaszorították a svédeket, a langnesi csatában pedig taktikai győzelmet arattak. Ez lehetővé tette a király számára, hogy Mossban ne a feltétel nélküli megadást kelljen elismernie a svéd vezérnek, a volt francia marsall Károly János hercegnek. Sikerült meggyőznie Károly Jánost, hogy Norvégia megtarthassa új alkotmányát. A svéd herceg ki akarta engesztelni a norvégokat, nem akarta a vérontás folytatódását, ugyanakkor úgy látta, nehéz volna fenntartani egy kierőszakolt, a saját vezetése alatt álló uniót. Ezért belement abba, hogy Norvégia lépjen személyi unióra Svédországgal - ezzel létrejöjjön a svéd-norvég unió - de csak az ehhez szükséges változtatásokat végezzék el a norvég alkotmányon. A Storting el is fogadta az alkotmánymódosításokat és egyhangúlag Norvégia királyává választotta Károly Jánost. Tehát nem csak tudomásul vette az uralkodó személyét, hanem a nép által történő kiválasztás koncepcióját megerősítő döntést hozott.

## Az unió vége, újra saját király
Az unióra vonatkozó módosításokat 1905-ben visszavontak, amikor véget ért az unió 91-éves története. Ismét megfontolták, ki legyen a király és a választás a 33 éves dán hercegre, Károlyra esett, akinek felesége Szász–Coburg–Gothai Matild (Maud) volt, VII. Eduárd brit király lánya. A brit királyi rokonsággal rendelkező király megválasztásától azt remélték, hogy ez a brit támogatást is meghozza a független Norvégia számára. Károly azonban tisztában volt a republikanizmus norvégiai megerősödésének veszélyeivel és a norvég király alkotmányos helyzetének gyengeségével. Ezért csak azzal a feltétellel fogadta el a trónt, hogy a norvégok népszavazással erősítsék meg a monarchiát, és a parlament válassza őt királlyá. November 13-án népszavazást tartottak, amelyen a norvég szavazók 74 százaléka támogatta a monarchiát. Ezt követően Károlyt VII. Haakon néven királlyá választotta a Storting.
1814 óta többször is módosították egyéb okokból is az alkotmányt, legutóbb 2006. február 20-án. A második világháborút követően, amikor helyreállt a béke és az alkotmányos rend, heves viták indultak el a háborús évek eseményeinek értékeléséről, de nem vezettek az alkotmány megváltoztatásához.

## Az alkotmány fejlődése
Bár a maga korában radikálisnak számított, az 1814-es alkotmány kora terméke volt. Ahogy a norvég demokrácia fejlődött, az eredeti szöveg egyes részei egyre inkább elavultak. A végrehajtó hatalom, amelyet az alkotmány következetesen a királynak tulajdonított, egyre inkább az Államtanács (a statsråd) kezébe került. A tanács (a kormány) tagjait kezdetben a király nevezte ki, neki feleltek és nem lehettek a Storting (a norvég parlament) tagjai. De az 1870-es években gyökeret vert a parlamentarizmus és ettől fogva a tanács tagjairól tulajdonképpen a választások döntöttek, mivel a király csak olyan tagokat választhatott, akik mögött a Stortingban többséggel rendelkező párt vagy koalíció állt. A tanács a Stortingnak felelt abban az értelemben, hogy ha bizalmatlansági szavazást veszített, a kormánynak le kellett mondania. A legutóbb ez 2000 márciusában történt meg, amikor a kormánykoalíció ellenezte a környezetre károsnak vélt gáztüzelésű erőművek létesítését, amit azonban a Storting többsége támogatott.
Ezen gyakorlati változásokon túl is számos alkalommal módosították az alkotmányszöveget. A korábbi dán uralkodóknak betudhatóan az eredeti szöveg második paragrafusa például így hangzott: „Az evangélikus-leutheránus vallás marad az állam vallása. Azok a lakosok, akik ezt vallják, kötelesek ugyanerre nevelni gyermekeiket. A jezsuita és szerzetesrendek nem engedélyezettek. A zsidók nem léphetnek be a Királyságba.” Az utolsó mondatot 1851-ben, az utolsó előttit 1897-ben törölték. Az alkotmány 12. paragrafusa még mindig kimondja, hogy az államtanács tagjainak többsége az államegyház tagja kell legyen, és ez a paragrafus erősen vitatottá vált. 1898-ban az alkotmány módosításával vezették be a férfiak általános választójogát és 1913-ban a nőkét is.

## Nyelvezete
Az 1814-es események és az alkotmány alapvető szerepet töltenek be a norvég identitás kialakulásában. Ezért, és hogy a szöveget megtartsák olyan konzisztensnek, amennyire csak lehetett, a későbbi változtatásokat az eredetihez hasonló nyelvezetben fogalmazták. 1814-ben a dán volt a norvégok közt általánosan használt írott nyelv. A jelenlegi írott norvég nyelvváltozat, a Bokmål és a Nynorsk csak a 19. század vége felé fejlődött ki. 1903-ban az alkotmányszöveget némi nyelvi revíziónak vetették alá, megváltoztatva bizonyos szavak írását, az 1814 óta végbement változásokat tükrözve, de megtartva a konzervatív 19. századi dán nyelvezetet.
Az azóta történt módosítások során az 1903-as nyelvváltozatot próbálták imitálni, ami a mai norvégban fura hatású részletekhez vezetett. Például a „környezet” jelentésű szó a szövegben milieu, ami különbözik a modern norvég és dán miljø szavától; a szó modern jelentése ugyanakkor nem is létezett meg a 19. században. A számi népet az alkotmány úgy nevezi, "den samiske Folkegruppe", pedig a számi (samiske) szó nem volt általánosan használt az 1970-es évekig. 1814-ben, vagy akár 1903-ban a lapp (lappisk) szót használtak volna, amit ma derogatívnak gondolnak és elkerülnek.
Mivel a módosításokat politikusok javasolják, akik nem ismerik eléggé a 19. századi dán nyelvet, az alkotmányba sok modern norvég helyesírású alak szűrődött be.
A dokumentum nyelvének egységesítésére többféle javaslat született:
- A mai nyelvre és helyesírásra átírni.
- Az 1903-as sztenderdhez igazítani, kijavítva azokat az újabb módosításokat, amelyek nem alkalmazkodtak ehhez a sztenderdhez.
- Visszatérni az 1814-es nyelvi sztenderdhez; ennek azonban az ellenérvek szerint az lenne az eredménye, hogy sok mai norvégnak nehézségei támadnának az alkotmány elolvasásában.
- Valamelyik helyesírási reformhoz alkalmazkodva írni újra a szöveget (1917, 1938, vagy 1959). Ez még mindig elég konzervatív nyelvet eredményezne, de a mai beszédhez közelebbit.

2006 februárjában azért módosították az alkotmányt, hogy kiküszöböljenek 16 kisebb helyesírási hibát az 1903-as alakokhoz alkalmazkodva.
Norvégia valószínűleg az egyetlen ország, amely külföldi nyelven írott alkotmánnyal rendelkezik. Biztosan az egyetlen a Vatikánon kívül, amely egy már megszűnt nyelvváltozat alapján ír új jogszabályokat. Ha szó szerint az alkotmányból vennék, még Norvégia hivatalos neve is a dán alak lenne (Kongeriget Norge), nem a norvég Kongeriket Norge/Kongeriket Noreg).

## Külső hivatkozások
- English translation (with latest amendments as of February 20, 2007): The Constitution of the Kingdom of Norway from the Norwegian Parliament's (Stortinget) website
- Current Norwegian version (with latest amendments as of February 2, 2006): Kongeriget Norges Grundlov from the Norwegian legal information service
- Original Norwegian version (May 17, 1814): Constitution for Kongeriget Norge from the Norwegian Parliament's website
- Version amended for the Union with Sweden (November 4, 1814): Kongeriget Norges Grundlov from the Norwegian National Library's website, in Norwegian